# Christopher Kanu
Christopher Kanu (4 de dezembro de 1979) é um ex-futebolista profissional nigeriano que atuava como defensor.

## Carreira
Christopher Kanu representou a Seleção Nigeriana de Futebol, nas Olimpíadas de 2000.